# Tsunamit

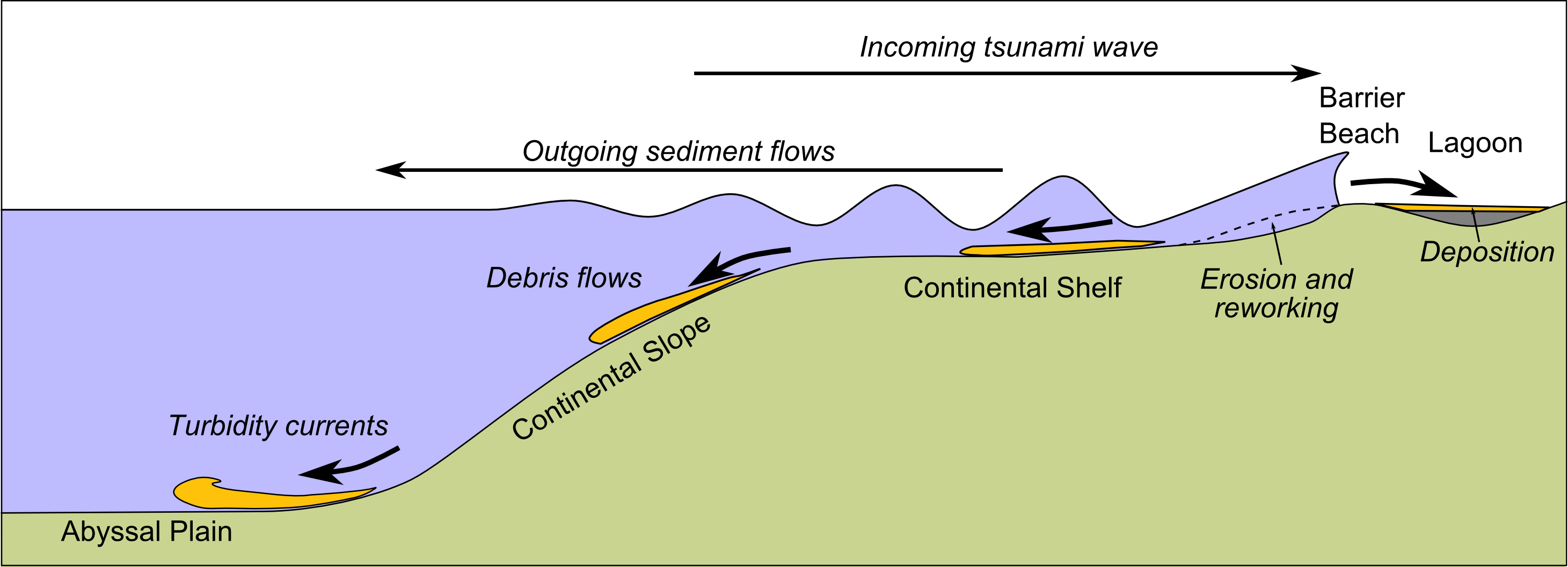
Ablagerungsräume von Tsunami-induzierten Sedimenten

Als Tsunamite werden Sedimentgesteine bezeichnet, die aus den Ablagerungen zusammengesetzt sind, die während eines Tsunami entstanden sind. Diese Ablagerungen sind durch eine scharf begrenzte, meist mehrere Meter mächtige Sedimentlage mit chaotisch eingelagerten Brekzien und Lithoklasten (Gesteinsbruchstücke, Blöcke) charakterisiert, die aus dem flachmarinen Bereich und dem angrenzenden Strandbereich hergeleitet werden können. Eine anflutende Tsunamiwelle führt zu einer Zerstörung von Felsen und Korallenriffen im flachmarinen Bereich und des gesamten Strandbereiches. Die anschließend rückflutende Tsunamiwelle erodiert weite Flächen des Strand- und Flachmeerbereiches zum Teil mehrere Meter tief und nimmt die Sedimente in küstenfernere Bereiche mit.
In Abhängigkeit von der Morphologie des Meeresbeckens, der Intensität der Wellenbewegung und der Größe der mitgerissenen Objekte findet man Tsunamite im Schelfbereich, am Kontinentalhang und in der Tiefsee. Mit der Entfernung zur Küste nehmen die Korngröße und die Mächtigkeit der Ablagerungen in der Regel ab. Im Hinterland des Strandes können sich auch in flachen Lagunen Tsunami-induzierte Sedimente im Zuge der weitreichenden Überflutung ablagern. Zum Hangenden gehen Tsunamite aufgrund der bis mehrere Tage anhaltenden, hochturbulenten Wasserbewegungen über Sedimente mit Sturmflut-Charakter (Tempestit) allmählich wieder in die normale Sedimentation des jeweiligen Ablagerungsraumes über.
Einzelne Blöcke von Paläotsunamiten (das sind Tsunamite, die in der Vergangenheit abgelagert wurden) können bis zu 200 t wiegen und sind bevorzugt im Indischen Ozean und Mittelmeer zu finden.
Der Terminus wurde Ende der 1980er Jahre eingeführt und fand in den folgenden Jahren Eingang in die geologische Fachterminologie.
Tsunamite können aufgrund der scharfen zeitlichen Begrenzung des Ablagerungsevents zur allostratigaphischen Einstufung von Sedimenten herangezogen werden.